# Грабенштет
Грабенштет (њем. Grabenstätt) општина је у њемачкој савезној држави Баварска. Једно је од 35 општинских средишта округа Траунштајн. Према процјени из 2010. у општини је живјело 4.283 становника. Посједује регионалну шифру (AGS) 9189119.

## Географски и демографски подаци
Грабенштет се налази у савезној држави Баварска у округу Траунштајн. Општина се налази на надморској висини од 526 метара. Површина општине износи 37,8 km². У самом мјесту је, према процјени из 2010. године, живјело 4.283 становника. Просјечна густина становништва износи 113 становника/km².